# Gary Hoffman
Gary Hoffman, né le 24 juin 1956 à Vancouver, est un violoncelliste canadien.
Depuis 2011, il est également professeur à la Chapelle musicale Reine Élisabeth en Belgique.

## Biographie
Membre d'une famille de nombreux musiciens originaires de Vancouver, Gary Hoffman étudie d'abord avec Karl Fruh à Chicago et fait ses débuts au Wigmore Hall de Londres dès l'âge de 15 ans. En 1979, il donne son premier concert à New York et devient, à l'âge de 22 ans, le plus jeune professeur de la célèbre école de musique de l'université de l'Indiana où il reste huit ans. Il continue toujours d'enseigner dans les plus grandes académies et festivals (Aspen, Gregor Piatigorsky Seminar/California, Académie Sibélius à Helsinki... ). Actuellement il est maître à la Chapelle musicale Reine Élisabeth en Belgique où il enseigne à de jeunes violoncellistes de haut niveau. 
Le Premier Grand Prix Rostropovich qu'il obtient à Paris en 1986 lui ouvre les voies d'une carrière internationale qui le conduit à se produire avec les plus grandes formations: Chicago, London Symphony, English Chamber Orchestra, Montréal, Toronto, Baltimore, Orchestre de chambre de Los Angeles, National Symphony Orchestra, Orchestre Philharmonique de Radio-France … sous la direction d'André Prévin, Herbert Blomstedt, James Levine, Andrew Davis, Mstislav Rostropovich, Charles Dutoit, Kent Nagano, Jesús López Cobos …
Gary Hoffman est également un récitaliste confirmé, invité dans les plus grandes salles: Alice Tully Hall à New York, Suntory Hall à Tokyo, Ambassador Auditorium à Pasadena (Californie), Teatro Pergola à Florence, Tivoli à Copenhague, Gulbenkian à Lisbonne, St-Lawrence Center à Toronto, université McGill à Montréal, au Théâtre des Champs-Élysées, à la Beethoven-Haus de Bonn (intégrale des Sonates piano et violoncelle de Beethoven), Théâtre du Châtelet à Paris ... Gary Hoffman est aussi membre de la Lincoln Center Chamber Music Society à New York, il joue avec Leon Fleisher, Joshua Bell, André Watts, Julian Rachlin … 
S’il affectionne le grand répertoire classique, Gary Hoffman n’en dédaigne pas pour autant la musique contemporaine, dont il est un porte-parole engagé. Ainsi des compositeurs tels que Graciane Finzi (création en 2002), Renaud Gagneux (création en 2000), Joël Hoffman (création en 1998), Laurent Petitgirard (création en 1994), Eliott Carter (créations du concerto en 2006 à Monte-Carlo), Dominique Lemaître, Julius Bürger, Jean-Louis Florentz, Shohat (création en 2001), Arad Atar (création en 2011).
Gary Hoffman a enregistré pour BMG (RCA), Sony, EMI, Le Chant du Monde, Delos. Son prochain enregistrement, consacré à Mendelssohn, paraîtra en 2012 chez La Dolce Volta.
Installé depuis 1990 à Paris, il joue sur un Niccolò Amati de 1662 ayant appartenu à Leonard Rose.

## Discographie sélective
- Luigi Boccherini, Quintette à cordes opus 28 n°2 (Sony Classical 1991)
- Robert Schumann, Quatuors avec piano (RCA Victor Red Seal 1992)
- Wolfgang Amadeus Mozart, Quatuors avec pianos n°1 et n°2 (RCA Victor Red Seal 1993)
- Ernö von Dohnányi, Sérénade pour trio à cordes (Delos 1994)
- Tchaïkovsky et Arensky, Trios avec piano (Sony Classical 1994)
- Camille Saint-Saëns, La Muse et le Poète, Gary Hoffman, violoncelle, Patrice Fontanarosa, violon, Ensemble orchestral de Paris, dir. Jean-Jacques Kantorow. (CD EMI classics 1994)
- Kalevi Aho, Concerto pour violoncelle (BIS 1995)
- Antonin Dvořák, Quintette à cordes opus 77 (Delos 1995)
- Ernest Chausson, Concert et Quatuor avec piano (Hypérion 1996
- Leoš Janáček, Presto pour violoncelle et piano (EMI Classics 1996)
- Ernest Chausson, Musique de chambre (Hypérion 1997)
- Maurice Ravel et Claude Debussy, Trios (RCA Victor Red Seal 1998)
- Laurent Petitgirard, Concerto pour violoncelle, Hamelin (Chant du Monde 1999)
- Felix Mendelssohn, Sextuor et Octuor (Delos 2002)
- Carl Maria von Weber, Musique de chambre (Delos 2002)
- Claude Debussy, Musique de chambre (Delos 2002)
- Dominique Lemaître, Altius pour violoncelle et seize instruments - Daniel Kawka, direction (Label inconnu 2005) LI-05-0201
- Laurent Petitgirard, Concerto pour violoncelle (Naxos 2007)
- Joel Hoffmann, Self-portrait (Albany Records 2008)
- Felix Mendelssohn, Intégrale de l'œuvre pour violoncelle et piano, avec David Selig (La Dolce Volta 2012)